# Fryingpan Creek Bridge
Le Fryingpan Creek Bridge est un pont en arc américain dans le comté de Pierce, dans l'État de Washington. Ce pont routier construit en 1930-1931 au sein du parc national du mont Rainier repose sur des culées dans le style rustique du National Park Service. Il permet le franchissement par la Sunrise Road de la Fryingpan Creek. C'est une propriété contributrice au Mount Rainier National Historic Landmark District depuis l'inscription de ce district historique au Registre national des lieux historiques le 18 février 1997.